# 105 mm haubica M101
Haubica M101A1 105 mm (do 1962 z oznaczeniem M2A1) – amerykańska haubica z czasów II wojny światowej. W 1940 została wprowadzona do uzbrojenia armii USA. Początkowo była wykorzystywana podczas wojny na Pacyfiku, później na froncie zachodnim. Po wojnie używana m.in. podczas walk w Korei i w Wietnamie.

## Budowa
Haubica posiada monoblokową lufę, zamek klinowy o ruchu pionowym, hydropneumatyczny oporopowrotnik i dwuogonowe łoże z dwukołowym podwoziem.

## Amunicja
Do strzelania stosuje się pociski:
- odłamkowo–burzące,
- przeciwpancerne
  - kumulacyjne
  - podkalibrowe
- dymne
- oświetlające
- chemiczne